# Izé

Izé este o comună în departamentul Mayenne, Franța. În 2009 avea o populație de 497 de locuitori.